# Craig Eastmond
Craig Leon Eastmond (nascut el 9 de desembre de 1990) és un futbolista anglès que actualment juga per l'Arsenal FC.